# Henri Delivry
Henri-Louis Sanguin de Livry dit Henri Delivry ou Henri de Livry, est un acteur français né à Paris 11e le 24 février 1884 et mort à Montfermeil (Seine-Saint-Denis) le 25 octobre 1979.

## Filmographie

### Années 1910
- 1911 : Le Violon de grand-père de Michel Carré
- 1911 : L'Anniversaire de Mademoiselle Félicité de Georges Denola
- 1912 : Antar réalisation anonyme

### Années 1930
- 1931 : Un homme en habit de René Guissart et Robert Bossis
- 1931 : Mon cœur et ses millions de André Berthomieu
- 1931 : L'Amour à l'américaine de Claude Heymann
- 1931 : La Disparue de Louis Mercanton - court métrage -
- 1932 : Pour un sou d'amour de Jean Grémillon
- 1932 : Pour vivre heureux de Claudio Della Torre
- 1933 : On demande un employé de Pierre-Jean Ducis - court métrage -
- 1933 : Deux picon-grenadine de Pierre-Jean Ducis - moyen métrage -
- 1934 : Primerose de René Guissart
- 1935 : Bonne Chance de Sacha Guitry
- 1935 : Baccara d'Yves Mirande et Léonide Moguy (premier assistant-réalisateur [réf. souhaitée])
- 1935 : La Clef des champs de Pierre-Jean Ducis
- 1937 : Double crime sur la ligne Maginot de Félix Gandera
- 1938 : Les Nouveaux Riches d'André Berthomieu
- 1938 : Le Train pour Venise de André Berthomieu
- 1939 : L'Inconnue de Monte-Carlo d'André Berthomieu
- 1939 : Métropolitain de Maurice Cam
- 1939 : Terre de feu de Marcel L'Herbier, ainsi que la version italienne Terre di fuocco, coréalisé avec Giorgio Ferroni
- 1939 : Visages de femmes de René Guissart
- 1939 : Eusèbe député de André Berthomieu
- 1939 : Rappel immédiat de Léon Mathot
- 1939 : Circonstances atténuantes de Jean Boyer

### Années 1940
- 1941 : Notre Dame de la Mouise de Robert Péguy
- 1941 : Premier Rendez-vous d'Henri Decoin
- 1941 : Ne bougez plus de Pierre Caron
- 1941 : Péchés de jeunesse de Maurice Tourneur
- 1942 : Dernière aventure de Robert Péguy
- 1942 : Les Inconnus dans la maison de Henri Decoin
- 1942 : Le Lit à colonnes de Roland Tual
- 1942 : Les affaires sont les affaires de Jean Dréville
- 1942 : Mariage d'amour d'Henri Decoin
- 1942 : Lettres d'amour de Claude Autant-Lara
- 1943 : L'Honorable Catherine de Marcel L'Herbier
- 1943 : Des jeunes filles dans la nuit de René Le Hénaff
- 1943 : Les Anges du péché de Robert Bresson
- 1943 : Je suis avec toi d'Henri Decoin
- 1944 : L'Ange de la nuit d'André Berthomieu
- 1945 : Les Enfants du paradis de Marcel Carné - film tourné en deux époques -
- 1946 : Tombé du ciel d'Emil-Edwin Reinert
- 1946 : Nuits d'alerte de Léon Mathot
- 1946 : Faut ce qu'il faut ou Monsieur Bibi de René Pujol
- 1947 : Tierce à cœur de Jacques de Casembroot

### Années 1970
- 1970 : L'Escadron Volapük de René Gilson

## Télévision
- 1971 : Le Voyageur des siècles de Jean Dréville
- 1973 : Histoire vraie de Claude Santelli
- 1974 : La Sonate à Kreutzer de Marcel Cravenne

## Théâtre
- 1916 : L'École du piston de Tristan Bernard, théâtre Antoine
- 1931 : La Banque Nemo de Louis Verneuil, théâtre de la Michodière
- 1941 : Le Contrôleur des wagons-lits d'Alexandre Bisson, théâtre de la Porte-Saint-Martin